# Argia lilacina
Argia lilacina là một loài chuồn chuồn kim trong họ Coenagrionidae.
Argia lilacina is in 1865 voor het eerst wetenschappelijk beschreven door Selys.